# Carved in Stone (альбом Rage)
Carved in Stone (в переводе с англ. — «Вырезанные в камне») — альбом немецкой хеви-метал-группы Rage, выпущенный 22 февраля 2008 года.

## Список композиций
| №                   | Название            | Текст песни         | Музыка              | Длительность |
| ------------------- | ------------------- | ------------------- | ------------------- | ------------ |
| 1.                  | «Carved in Stone»   | Петер Вагнер        | Виктор Смольский    | 5:21         |
| 2.                  | «Drop Dead!»        | Вагнер              | Смольский           | 4:14         |
| 3.                  | «Gentle Murders»    | Вагнер              | Смольский           | 4:13         |
| 4.                  | «Open My Grave»     | Вагнер              | Смольский           | 4:41         |
| 5.                  | «Without You»       | Вагнер              | Вагнер, Смольский   | 5:45         |
| 6.                  | «Long Hard Road»    | Вагнер              | Вагнер, Смольский   | 4:38         |
| 7.                  | «One Step Ahead»    | Вагнер              | Смольский           | 5:05         |
| 8.                  | «Lost in the Void»  | Вагнер              | Вагнер, Смольский   | 4:15         |
| 9.                  | «Mouth of Greed»    | Вагнер              | Вагнер              | 3:56         |
| 10.                 | «Lord of the Flies» | Вагнер              | Вагнер, Смольский   | 5:50         |
| Общая длительность: | Общая длительность: | Общая длительность: | Общая длительность: | 47:58        |

В японском издании присутствует также:
| №   | Название                        | Длительность |
| --- | ------------------------------- | ------------ |
| 12. | «Lord of the Flies» (видеоклип) |              |
| 13. | «Open My Grave» (видеоклип)     |              |

## Участники записи
- Петер «Пиви» Вагнер — вокал, бас
- Виктор Смольский — гитара, клавишные
- Андре Хильгерс — ударные

Приглашённые музыканты
- Томас Хакман — бэк-вокал
- Джен Маюра — бэк-вокал

## Позиции в хит-парадах
| Чарт (2008)         | Место |
| ------------------- | ----- |
| Ö3 Austria Top 40   | 63    |
| German Album Chart  | 24    |
| Schweizer Hitparade | 92    |